# Claudia Beni
Claudia Beni (nacida el 30 de mayo de 1986) es una cantante de música pop de Croacia. 
En el momento en que por primera vez participó en el DORA, la final nacional croata del Festival de la Canción de Eurovisión, Claudia sólo tenía 12 años, pero ella ya tenía experiencia al ser la cantante del grupo Teens Con los que ha cantado en toda Croacia, Bosnia-Herzegovina, Eslovenia y Montenegro.
Después de haber vendido casi 30000 copias de tres álbumes(este número no se puede confirmar, ya que no hay en Croacia sistema exacto para medir las ventas de álbumes, la mayoría de las cifras son proporcionados por las empresas discográficas, por lo tanto, no puede ser considerado para ser exactos) y recibir el premio Porin 2002, Claudia se separó de los Teens. Su primer álbum en solitario con la canción "Claudia" fue lanzado justo antes del verano de 2002. Los sencillos "Tako hrabar da me ostaviš" (Bastante valiente para dejarme) (una de las canciones del Festival de Split 2001), "Ili ili ja" (Es ella o yo) (Zagrebfest 2001), y "Led" (hielo) (HRF 2002) pusieron a Claudia en lo más alto de las listas de ventas(una vez más, no hay medios precisos para medir las ventas solo en Croacia, y esas cifras en las que se basan las cartas se sabe que manipulado). 
En 2003, Claudia representó a Croacia en el Festival de la Canción de Eurovisión 2003, cantando "Vise nisam tvoja". 
Claudia también ha trabajado junto con otro miembro de la escena pop croata, Ivana Banfić, cantando la canción "Hrvatice Vas Vole" (Las mujeres croatas los aman), dedicado al equipo nacional de fútbol durante el Campeonato del Mundo en Japón, que no tuvo éxito.

## Discografía

### Álbumes
1. "Claudia" ,  2002
2. "Cista kao suza" , 2004

| Predecesor: "Everything i want" Vesna Pisarović | Croacia en el Festival de Eurovisión 2003 | Sucesor: "You are the only one" Ivan Mikulić |

- Datos: Q267237
- Multimedia: Claudia Beni / Q267237